# Murong Sheng
Murong Sheng (chinois : 慕容盛) (né en 373 – mort en 401) est un empereur chinois des Yan postérieurs, durant la période des Seize Royaumes. 

## Biographie
Fils aîné de Murong Bao, il venge son père après son assassinat par Lan Han (le beau-père de Murong Sheng), en organisant un coup d'état qui lui permet de monter sur le trône. Durant une grande partie de son règne, il utilise le titre de « Prince céleste roturier » (庶人天王, Shu Ren Tian Wang) plutôt que celui d'empereur.